# Uninvited (песня)
Uninvited — песня Аланис Мориссетт к фильму Город ангелов. Сингл был выпущен в марте 1998 года. Это первая написанная Мориссетт песня после дебютного альбома Jagged Little Pill.

## История
Хотя песня не была официально выпущена синглом, она стала хитом для Мориссетт. «Uninvited» была четвёртой песней Мориссетт, возглавлявшей чарт Billboard Top 40 Mainstream, также попав на третье место чарта Adult Top 40 и 26-е чарта Modern Rock Tracks. Успех песни был отчасти из-за ожидания, овладевшего публикой после огромного успеха Jagged Little Pill. «Uninvited» не был включен на следующий её альбом, Supposed Former Infatuation Junkie, но демоверсия присутствовала на некоторых релизах сингла «Thank U». Также песня встречается на сборнике хитов Мориссетт The Collection и альбоме Alanis Unplugged.
В 1999 году «Uninvited» получила три номинации на церемонии «Грэмми»: «Лучшее женское вокальное рок-исполнение», «Лучшая рок-песня» и «Лучшая песня, написанная к фильму». Аланис победила в первых двух номинациях, став семикратной обладательницей премии «Грэмми».

## Позиции в чартах
| Чарт (1998)                       | Наивысшая позиция |
| --------------------------------- | ----------------- |
| U.S. Billboard Hot 100 Airplay    | 4                 |
| U.S. Billboard Top 40 Mainstream  | 1                 |
| U.S. Billboard Top 40 Adult       | 3                 |
| U.S. Billboard Modern Rock Tracks | 26                |
| Danish Singles Chart              | 24                |